# Jordan Zahar
Jordan Zahar, slovenski ladjedelec, * 1928, Boršt pri Trstu.

## Življenje in delo
Otroštvo je preživel v rojstni vasi Boršt pri Trstu. Gimnazijo je začel obiskovati ob začetku vojne v Trstu, po vojni je kot prvi dijak končal Slovensko pomorsko akademijo v Kopru, kot inženir ladjedelništva pa je dilomiral v Zagrebu. Kot ladijski konstruktor je delal v Švici, Nemčiji in Italiji. Njegov največji projekt je hidrokrilec PT-150, vpisan v Guinessovo knjigo rekordov kot najhitrejši gliser na svetu. Njegovo pretresljivo življenjsko zgodbo od šolanja v času fašizma, mučenja v ulici Cologna, študija, velikih uspehov mladega konstruktorja, do povratka v rodni Trst, kjer so ga imenovali aborigin, je novinar Miloš Ivančič opisal v knjigi Peruti tržaškega aborigina.